# ГЕС Kingsley
ГЕС Kingsley — гідроелектростанція у штаті Небраска (Сполучені Штати Америки). Знаходячись після ГЕС Guernsey (6,4 МВт) становить нижній ступінь в каскаді на Норт-Платт, лівій твірній річки Платт, котра в свою чергу є правим допливом Міссурі (найбільша права притока Міссісіпі).
У 1936—1941 роках у межах великого іригаційного і протиповеневого проекту річку перекрили земляною греблею Kingsley висотою 49 метрів, довжиною біля 5600 метрів та товщиною від 9 (по гребеню) до 335 (по основі) метрів. Основну частину матеріалу для її зведення — 15,1 млн м3 — вибрали з нижнього Б'єфу за допомогою двох земснарядів, внаслідок чого там утворилось озеро Огалла завдовжки 2,5 км. Всього ця споруда потребувала 19,9 млн м3 ґрунту, а на укріплення її поверхні пішло 0,8 млн м3 скельних порід та 180 тисяч бетонних тетраедрів. Гребля утримує витягнуте по долині Норт-Платт на 35 км водосховище McConaughy з площею поверхні 123 км2 та об'ємом 2,2 млрд м3.
В 1981—1984 роках комплекс доповнили пригреблевим машинним залом, обладнаним однією турбіною типу Каплан потужністю 50 МВт, яка використовує напір у 43 метри.